# Estación de Porte de Clichy (Metro de París)
Porte de Clichy (en español: Puerta de Clichy) es una estación del metro de París situada al norte de la capital, en el XVII Distrito. Forma parte de la línea 13, de la cual fue uno de sus terminales entre 1912 y 1987, y de la línea 14. Ofrece conexión con la línea C de la red de cercanías.

## Historia

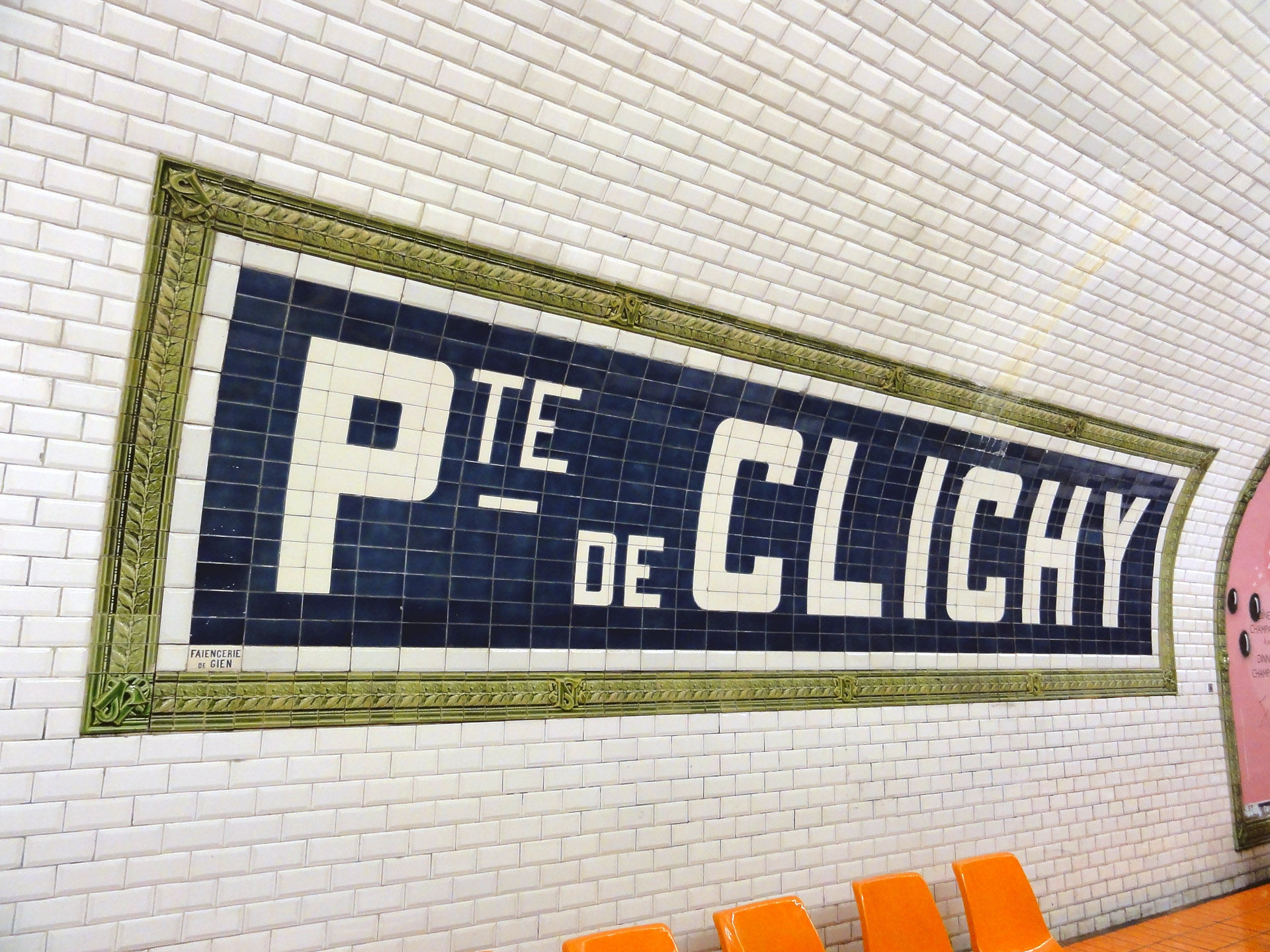
Señalización de la estación siguiendo la tipografía Nord-Sud la cual esta presente en línea 13

Fue inaugurada a principios de 1912 como parte de la línea B de la Compañía de Ferrocarril Norte-Sur, que años después sería absorbida por la Compañía del Metropolitano de París integrándola en la línea 13. En 1991 fue conectada con la C del RER, la red de cercanías que opera la RATP.
Ubicada cerca de la actual Porte de Clichy, debe su nombre a un antiguo acceso o porte, situado  en el Muro de Thiers, última fortificación construida alrededor de París con fines defensivos y desmantelada a principios del siglo XX. 
A finales de 2004 sus pasillos fueron renovados.
La estación de la línea 14 fue inaugurada el 28 de enero de 2021.

## Descripción
La estación, se compone de dos bóvedas cada una con un andén lateral y una vía. 
Luce un diseño absolutamente clásico, revestida casi en su totalidad por azulejos blancos biselados. Los paneles publicitarios conservan el marco verde propio de la compañía Nord-Sud creadora de la estación. Lo mismo sucede con parte de la señalización realizada con fayenza de Gien dibujando letras blancas sobre un fondo azul. La iluminación es de estilo Motte y se realiza con lámparas resguardadas en estructuras rectangulares de color naranja que recorren la totalidad de los andenes no muy lejos de las vías. Por su parte, los asientos, que también son de estilo Motte, combinan largos y sencillos bancos revestidos de azulejos naranja con asientos individualizados del mismo color. 

## Accesos
Dos accesos situados en la altura del n.º 130 del bulevar de Clichy junto a la plaza de mismo nombre obra de Hector Guimard están catalogados como Monumento Histórico desde el 29 de mayo de 1978.